# Nowa Lewica (2003–2011)
Nowa Lewica (polnisch für „Neue Linke“) war eine polnische Partei, die am 9. April 2003 gegründet wurde und sich 2011 auflöste. Ihre Ideologie basierte v. a. auf Trotzkismus, Sozialismus und Antiglobalismus.
Bei den polnischen Parlamentswahlen erhielten die Kandidaten der Nowa Lewica nicht genügend Stimmen zum Einzug in den Sejm. Im Mai 2008 wurde unter dem Namen Organizacja Młodzieżowa Nowej Lewicy eine Jugendorganisation der Partei gegründet.